# نشان پاپ لئون چهاردهم

نشان رسمی رابرت فرانسیس پرووست به عنوان کاردینال

در ۸ مه ۲۰۲۵، پاپ لئون چهاردهم به عنوان پاپ انتخاب شد. او نسخه اصلاح‌شده‌ای از نشان ملی و همان شعاری را که در دوران کاردینالی خود استفاده می‌کرد، برگزید.

## سپر
این سپر بیانگر ارادت پاپ به عیسی، مریم و کلیسا است. همچنین نشان دهنده ارتباط او با فرقه سنت آگوستین است.

### نماد
سپری که به دو بخش تقسیم شده، دو نماد  را به تصویر می‌کشد:
بخش بالایی پس‌زمینه‌ای آبی دارد و یک «گل زنبق» سفید (fleur-de-lis) را نشان می‌دهد که نماد حضرت مریم است.
خش پایینی پس‌زمینه‌ای روشن دارد و قلبی سرخ رنگ را نشان می‌دهد که تیری در آن فرو رفته و روی یک کتاب بسته قرار دارد. این تصویر از سنت آگوستین الهام گرفته شده است، کسی که توصیف کرده بود که چگونه کلام خدا قلبش را شکافت.

## نمادهای بیرونی
نشان پاپی همچنین شامل نمادهای سنتی پاپی است:
یک تاج میتره (کلاه liturgical)، دو کلید صلیبی پشت سپر.
در سنت، نشان پاپ تنها با «تاج سه‌طبقهٔ پاپی» همراه با بندک‌ها (lappets) و «دو کلید متقاطعِ سنت پطرس» که با یک بند به‌هم متصل شده‌اند، زینت داده می‌شد. تاج سه‌طبقه نماد نقش‌های اقتداری پاپ بود، در حالی‌که کلیدها نمایانگر قدرت «بستن و گشودن» در آسمان و بر زمین هستند. نشان پاپ لئون چهاردهم همچنان کلیدها را حفظ کرده است، اما تاج سه‌طبقه را – همانند پاپ‌های پیشین، فرانسیس و بندیکت شانزدهم – با تاج میترهٔ سه‌نوار جایگزین کرده است.
با این‌که تاج سه‌طبقه در نشان شخصی پاپ‌ها حذف شده، همچنان نماد رسمی پاپی باقی مانده و در نشان رسمی کلیسای مقدس (کرسی مقدس) و (به‌صورت معکوس) در پرچم واتیکان ظاهر می‌شود.

## شعار
شعار لاتینی پاپ، «In illo Uno unum» به معنای «در آن یگانه، یکی هستیم» است. این جمله برگرفته از نوشته‌های سنت آگوستین است و بیانگر این اندیشه است که مسیحیان در وجود عیسی مسیح متحدند.

## مفهوم
نشان پاپی لئون چهاردهم بازتاب‌دهندهٔ آرزوی او برای ترویج محبت به عیسی، تکریم حضرت مریم، و تقویت وحدت درون کلیساست. این نشان، تجلی ایمان او و میراث معنوی آگوستینی اوست.